# Зврчка (лист)
Зврчка : лист за шалу и сатиру, а по потреби и за грдњу  излазио је једанпут недељно, од 23. јуна 1883 (број 1.)  до 31. јулa 1883. године (број 6). 

## О часопису
Лист Зврчка покренуо је штампар Коста Белкић, који је био власник и главни уредник. Први број листа појавио се 23. јуна 1883. године.  Лист је заступао политику Напредне странке. Објављиване су сатиричне приче, песме, загонетке и илустрације. Зврчка излазила тек нешто више од месеец дана, а последњи број 6. објављен је 31. јула 1883. године. Власник листа Коста Белкић, претходно је покренуо, такође, сатирични лист Телефон (лист).

## Тематика листа
Лист је неговао црни хумор и горку сатиру. У уводном тексту уредник каже: Ми ћемо у нашем листу доностити чланке, шалом накићене, и сатиром преплетене, у њима ћемо кроз поуку зврчком ударати по носу оног који забаса са права пута. Текстови су писани у веома јетком тону са циљем да се зврчком постигне оно што се не може силом, односно песницом. Сатиричним текстовима, песмама и илустрацијама Зврчка је жигосала лаж, лицемерје, противдржавне елементе или лажно доброчинство, а дешавало се да због свог оштрог писања буде и цензурисана.

## Рубрике
- Разговори – преко бундева
- Дашто ми ти дашто?
- Дијалог а по потреби, и Тријалог
- Политички преглед

## Политичка опредељеност листа
Зврчка је била изразито напредњачки оријентисан лист. У текстовима су се по правилу обрушавали на своје највеће политичке противнике Либерале и Радикале. Најчешће су нападали либерала Јована Ристића и радикале Николу Пашића и Перу Тодоровића. Осим истакнутих политичара, мета су и новине ових партија Ћоса (новине) и Брка (новине).